# لان (نیدرزاکسن)
لان (به آلمانی: Lahn) یک شهر در آلمان است که در Werlte واقع شده‌است. لان ۹۰۱ نفر جمعیت دارد.